# Campionati europei di ciclocross 2014
I Campionati europei di ciclocross 2014, dodicesima edizione della competizione, si disputarono a Lorsch, in Germania, l'8 novembre 2014.

## Medagliere
| Pos.   | Nazione     | Oro | Argento | Bronzo | Totale |
| ------ | ----------- | --- | ------- | ------ | ------ |
| 1      | Belgio      | 3   | 2       | 0      | 5      |
| 2      | Paesi Bassi | 1   | 0       | 0      | 1      |
| 3      | Rep. Ceca   | 0   | 2       | 1      | 3      |
| 4      | Regno Unito | 0   | 0       | 1      | 1      |
| 4      | Italia      | 0   | 0       | 1      | 1      |
| 4      | Svizzera    | 0   | 0       | 1      | 1      |
| Totale | Totale      | 4   | 4       | 4      | 12     |

## Sommario degli eventi
| Eventi            | Oro                           | Tempo  | Argento                       | Tempo | Bronzo                     | Tempo |
| Uomini            |                               |        |                               |       |                            |       |
| Under-23 dettagli | Wout Van Aert Belgio          | 47'05" | Laurens Sweeck Belgio         | a 6"  | Jakub Skála Rep. Ceca      | a 6"  |
| Junior dettagli   | Eli Iserbyt Belgio            | 49'35" | Jappe Jaspers Belgio          | a 47" | Johan Jacobs Svizzera      | a 51" |
| Donne             |                               |        |                               |       |                            |       |
| Elite dettagli    | Sanne Cant Belgio             | 45'56" | Pavla Havlíková Rep. Ceca     | a 4"  | Nikki Harris Regno Unito   | a 6"  |
| Under-23 dettagli | Sabrina Stultiens Paesi Bassi | 31'57" | Martina Mikulášková Rep. Ceca | s.t.  | Alice Maria Arzuffi Italia | a 25" |